# Exposição das Forças de Operações Especiais

Logomarca da SOFEX com uma adaga comando Fairbairn-Sykes, um símbolo das operações especiais.

A Exposição e Conferência das Forças de Operações Especiais (em inglês:  Special Operations Forces Exhibition, SOFEX) é um evento bianual de operações especiais e segurança interna realizado na base aérea Rei Abdullah I em Marka, na Jordânia. A SOFEX é um evento integrado que reúne especialistas mundiais da indústria de defesa global, governos, fabricantes e fornecedores; fornecendo assim uma plataforma para integração na região. A SOFEX conta com exibições de mais de 38 países, com mais de 400 delegados. O evento especializado é realizado sob o patrocínio do Rei Abdullah II, a supervisão do Príncipe Faisal bin Al Hussein e é apoiado pelas Forças Armadas da Jordânia.

## História
A SOFEX foi criada em 1996 pelo rei Abdullah II.
Em 2012, a SOFEX atraiu 33 pavilhões nacionais, representados por 323 empresas e que atraíram milhares de visitantes durante os 3 dias de exposição, incluindo 108 delegações de 56 países. A 10ª edição da série SOFEX aconteceu de 5 a 8 de maio de 2014. A SOFEX 2020 foi anunciada como adiada para 30 de janeiro de 2020 devido às fortes chuvas no local da exposição. Além da exposição de 2 a 5 de setembro no Centro Internacional de Exposições e Convenções de Aqaba, a 11ª Conferência Bienal de Comandantes Especiais do Oriente Médio será realizada em 2 de setembro de 2024.